# 愛達荷城
愛達荷城（英語：Idaho City）是一個位於美國愛達荷州博伊西縣的城市。根據2010年美國人口普查，該地人口為485人，而該地的面積約為1.73平方千米。同時該地也是博伊西縣的縣治。

## 地理
愛達荷城的座標為43°49′43″N 115°49′56″W / 43.82861°N 115.83222°W，而該地的平均海拔高度為1191米（即3907英尺）。